# Markby, Finland
Markby är en by i Nykarleby kommun i Österbotten, Finland